# Ямагути, Мотохиро
Мотохиро Ямагути (яп. 山口 素弘 Ямагути Мотохиро, 29 января 1969 года, Такасаки, Гумма) — японский футболист и тренер. Выступал за национальную сборную.

## Клубная карьера
На протяжении своей футбольной карьеры выступал за клубы «Иокогама Флюгельс», «Нагоя Грампус Эйт», «Альбирекс Ниигата», «Иокогама» и был капитаном в этих командах. После окончания университета Токай Ямагути стал играть за «All Nippon Airways» (позже «Иокогама Флюшелс») в 1991 году. В составе команды он выиграл Кубок Императора в 1993 году — первый титул клуба, а в сезоне 1994/95 был завоёван Кубок обладателей кубков Азии. В 1996 и 1997 годах был включён в символическую сборную лиги. А в 1998 году «Флюгелс» снова выиграл Кубок Императора, но этот трофей стал для клуба последним — в конце года команда была расформирована. Ямагути перешёл в «Нагоя Грампус Эйт» вместе с Сэйго Нарадзаки в 1999 году. И в этом же сезоне они помогли команде завоевать Кубок Императора. В 2003 году Ямагути снова сменил команду, присоединившись к клубу лиги J2 «Альбирекс Ниигата». В этом сезоне он помог команде выиграть чемпионат и выйти в высшую лигу — J1. 4 декабря 2004 года он стал участником благотворительного матча, посвященного пострадавшим от землетрясения в Тюэцу, выступая за команду Зико. В августе 2005 года Ямагути пополнил ряды ещё одного представителя лиги J2 — «Иокогамы», основанный сторонниками «Флюгелс». Клуб выиграл чемпионат в 2006 году и был переведен в Лигу J1. В конце сезона 2007 года Ямагути завершил карьеру.

## Национальная сборная
С 1995 по 1998 год сыграл за национальную сборную Японии 58 матчей, в которых забил 4 гола. Дебют Ямагути пришелся на матч турнира Кубка Короля Фахда против Нигерии. После этой игры он смог закрепиться в основном составе сборной и провел за неё большинство матчей до 1998 года. В 1996 году он провел все матчи без замен на Кубке Азии. А в следующем году Ямагути помог национальной команде успешно пройти отборочные матчи и впервые отобраться на Чемпионат мира. На Кубке мира во Франции он провёл все три полных матча группового раунда, после которых Япония вылетела, после чего завершил карьеру в национальной команде.

## Тренерская карьера
После окончания игровой карьеры Ямагути работал спортивным комментатором и инструктором, а с апреля 2008 года входил в департамент молодёжного футбола в Японской футбольной ассоциации. Получив в 2009 году тренерскую лицензию S-класса, возглавил «Иокогаму» в марте 2012 года, став третьим японским тренером, игравшим на Кубке мира. Приняв команду, закрепившуюся в нижней части турнирной таблицы, Ямагути привел её к итоговому четвёртому месту в лиге J2 и стыковым матчам за право выхода в J1. Проиграв «ДЖЕФ Юнайтед Итихара Тиба» оставалась надежда на следующий сезон, от которого все ожидали завоевания титула. Но «Иокогама» стала лишь 11-й, а Ямагути ушёл со своего поста «из-за разногласий» с руководством клуба. В 2018 году он вернулся, спустя 16 лет, в «Нагоя Грампус», где возглавил клубную академию.

## Достижения

### Командные
«Иокогама Флюгельс»
- Кубок Императора: 1993, 1998

«Нагоя Грампус Эйт»
- Кубок Императора: 1999

### Индивидуальные
- Включён в символическую сборную Джей-лиги: 1996, 1997

## Статистика

### В клубе
| Выступления за клуб | Выступления за клуб | Выступления за клуб | Лига  | Лига | Кубок            | Кубок            | Кубок лиги      | Кубок лиги      | Итого | Итого |
| Сезон               | Клуб                | Лига                | Матчи | Голы | Матчи            | Голы             | Матчи           | Голы            | Матчи | Голы  |
| Япония              | Япония              | Япония              | Лига  | Лига | Кубок Императора | Кубок Императора | Кубок Джей-лиги | Кубок Джей-лиги | Итого | Итого |
| ------------------- | ------------------- | ------------------- | ----- | ---- | ---------------- | ---------------- | --------------- | --------------- | ----- | ----- |
| 1990/91             | Олл Ниппон Эйрвейс  | JSL D1              | 0     | 0    | 0                | 0                | 0               | 0               | 0     | 0     |
| 1991/92             | Олл Ниппон Эйрвейс  | JSL D1              | 22    | 1    |                  |                  | 1               | 1               | 23    | 2     |
| 1992                | Иокогама Флюгельс   | J1                  | -     | -    |                  |                  | 6               | 0               | 6     | 0     |
| 1993                | Иокогама Флюгельс   | J1                  | 35    | 3    | 4                | 0                | 6               | 1               | 45    | 4     |
| 1994                | Иокогама Флюгельс   | J1                  | 34    | 2    | 2                | 0                | 1               | 0               | 37    | 2     |
| 1995                | Иокогама Флюгельс   | J1                  | 41    | 3    | 1                | 0                | -               | -               | 42    | 3     |
| 1996                | Иокогама Флюгельс   | J1                  | 28    | 8    | 1                | 0                | 14              | 5               | 43    | 13    |
| 1997                | Иокогама Флюгельс   | J1                  | 19    | 6    | 5                | 1                | 1               | 0               | 25    | 7     |
| 1998                | Иокогама Флюгельс   | J1                  | 34    | 7    | 5                | 0                | 0               | 0               | 39    | 7     |
| 1999                | Нагоя Грампус Эйт   | J1                  | 29    | 2    | 5                | 0                | 6               | 0               | 40    | 2     |
| 2000                | Нагоя Грампус Эйт   | J1                  | 28    | 1    | 2                | 0                | 6               | 1               | 36    | 2     |
| 2001                | Нагоя Грампус Эйт   | J1                  | 28    | 1    | 0                | 0                | 6               | 0               | 34    | 1     |
| 2002                | Нагоя Грампус Эйт   | J1                  | 25    | 2    | 0                | 0                | 6               | 0               | 31    | 2     |
| 2003                | Альбирекс Ниигата   | J2                  | 42    | 4    | 3                | 0                | -               | -               | 45    | 4     |
| 2004                | Альбирекс Ниигата   | J1                  | 29    | 2    | 0                | 0                | 5               | 0               | 34    | 2     |
| 2005                | Альбирекс Ниигата   | J1                  | 12    | 0    | 0                | 0                | 3               | 0               | 15    | 0     |
| 2005                | Иокогама            | J2                  | 18    | 0    | 2                | 0                | -               | -               | 20    | 0     |
| 2006                | Иокогама            | J2                  | 46    | 0    | 0                | 0                | -               | -               | 46    | 0     |
| 2007                | Иокогама            | J1                  | 20    | 0    | 2                | 0                | 3               | 0               | 25    | 0     |
| Итого               | Итого               | Итого               | 490   | 42   | 32               | 1                | 64              | 8               | 586   | 51    |

### В сборной
| Сборная Японии | Сборная Японии | Сборная Японии |
| Год            | Матчи          | Голы           |
| -------------- | -------------- | -------------- |
| 1995           | 14             | 1              |
| 1996           | 13             | 2              |
| 1997           | 22             | 1              |
| 1998           | 9              | 0              |
| Итого          | 58             | 4              |

### Тренерская карьера
| Команда  | Страна | С     | До    | Статистика | Статистика | Статистика | Статистика | Статистика |
| Команда  | Страна | С     | До    | И          | В          | П          | Н          | Побед %    |
| -------- | ------ | ----- | ----- | ---------- | ---------- | ---------- | ---------- | ---------- |
| Иокогама | Япония | 2012  | 2014  | 122        | 51         | 31         | 40         | 41.8       |
| Всего    | Всего  | Всего | Всего | 122        | 51         | 31         | 40         | 41.8       |